# John Paintsil
John Paintsil (født 15. Juni 1981 i Berekum) er en ghanesisk tidligere fodboldspiller, der gennem karrieren spillede 89 kampe for det ghanesiske landshold.